# Église Saint-Pierre de Hambourg
L'église Sainte-Pierre de Hambourg est une église protestante située dans la ville de Hambourg en Allemagne.
C'est l'une des plus hautes églises d'Allemagne avec une flèche qui atteint 133 m de hauteur .

## Historique
Une première église a été construite au 12° siècle, puis du fait de l'incendie de Hambourg en 1842 , une nouvelle église a été construite à partir de 1849 jusqu'à l'achèvement de la flèche en 1878 suivant les plans d'Alexis de Chateauneuf, d'Hermann Felsenfest et de Johann Hermann Maack